# دانشگاه پاریس سود
دانشگاه پاریس ۱۱ یا پاریس سود (به فرانسوی: University of Paris-Sud) یکی از شعب سیزده‌گانه دانشگاه پاریس محسوب می‌شود.
این واحد در سال ۱۹۷۱ از دانشگاه پاریس جدا شد.
این دانشگاه دارای پردیس دانشگاهی زیادی می باشد که عمدتاً در جنوب شهر پاریس مستقر هستند.
این دانشگاه یکی از بزرگترین و معتبرترین دانشگاههای فرانسه محسوب می‌شود که عمدتاً رشته‌های علوم و ریاضی در این دانشگاه تدریس می‌شود.
چهار مدال فیلدز و دو جایزه نوبل تا به کنون توسط دانشگاه تحصیل شده است.